# Dixanadu ~Fated "Raison d'être"~ Europe Tour 2007
Dixanadu ~Fated "Raison d'être"~ Europe Tour 2007 Es el quinto tour de la banda Japonesa Moi dix Mois, también el tercero grabado en DVD. Estuvieron en 6 países de Europa.

## Fechas de Conciertos
- 11 de octubre de 2007, Helsinki, Finlandia.
- 13 de octubre de 2007, Estocolmo, Suecia.
- 18 de octubre de 2007, Krefeld, Alemania.
- 21 de octubre de 2007, Múnich, Alemania.
- 22 de octubre de 2007, Milán, Italia.
- 24 de octubre de 2007, Barcelona, España.
- 25 de octubre de 2007, Madrid, España.
- 27 de octubre de 2007, París, Francia.[1]

## Listado de canciones
- Sacred Lake (SE)
- Metaphysical
- Exclude
- Night Breed
- Vain
- A Lapis Night's Dream (SE)
- Lamentful Miss
- Last Temptation
- Perish
- Dispell Bound
- Angelica
- Immortal Madness
- Unmoved
- Neo Pessimist
- Vizard
- Forbidden
- Xanadu
- Lilac Of Damnation
- Deus Ex Machina
- Sacred Lake (SE)[1]

## Moi dix Mois ~ Europe Tour 2007 ~ Documentary
- DIXANADU ~ Fated "raison d'être"~ Europe Tour 2007 Documentary & Audio Commentary
- DIXANADU ~ Fated "raison d'être"~ Europe Tour 2007 Live in Paris Documentary[1]